# 吴县市第二人民医院
吴县市第二人民医院（原吴县人民医院），是中国江苏省苏州市的一所医院，为二级甲等医院，位于吴县市木渎镇下沙塘39号。

## 规模
1958年，以苏州市寄生虫病防治站为基础改建，时称吴县第二人民医院筹备处。1959年7月18日，定名吴县木渎人民医院。1966年11月，与吴县血吸虫病防治站中心治疗组合并，定名吴县人民医院。1969年8月，改名吴县人民卫生防治院。1971年7月20日，复名吴县人民医院。1973年12月，复改名吴县木渎人民医院。1984年，又复名吴县人民医院。1995年10月18日，由吴县人民医院改建吴县市第二人民医院。